# Panství Downton (film)
Panství Downton (v anglickém originále Downton Abbey) je britský hraný film z roku 2019, který režíroval Michael Engler na základě stejnojmenného seriálu. Snímek popisuje život na britském venkovském panství v roce 1927 ve chvíli, kdy sem na státní návštěvu přijíždí britský královský pár.

## Děj
Roku 1927 Robert Crawley, earl z Granthamu, obdrží dopis z Buckinghamského paláce s oznámením, že se u nich zastaví král Jiří a královna Marie v rámci své cesty po Anglii. Jeho matka Violet, vdova po hraběti Grantham, je zneklidněná, neboť dvorní dáma královny, Lady Maud Bagshaw, je Robertova vzdálená sestřenice, se kterou se nepohodla kvůli dědictví.
Na panství dorazí královští sloužící, aby připravili vše na králův příjezd. Místní služebnictvo je pobouřeno jejich arogancí. Dcera hraběte Lady Mary se domnívá, že majordomus Thomas Barrow královskou návštěvu nezvládne a povolá dočasně do služby pana Carsona, bývalého penzionovaného majordoma; navíc se porouchá topný kotel, takže v domě neteče teplá voda.
Do Downton Village přijíždí muž jménem Major Chetwode a vyhledá Toma Bransona; ten jej považuje za královského detektiva, který se stará o bezpečnost královské rodiny. Tom jakožto Ir je podezřelý z neloyality ke králi. Ukáže se však, že Chetwode plánuje atentát na krále během vojenské přehlídky. Tom a Lady Mary Chetwoda zneškodní; Tom se také seznámí s Lucy Smithovou, služebnou Lady Bagshaw.
Kolektiv služebnictva na panství se rozhodne, že bude při večeři sám obsluhovat krále a královnu. Většinu zaměstnanců dvora se podaří za pomoci Richarda Ellise z královského doprovodu vylákat lstí do Londýna. Thomas Barrow a Richard Ellis následně odjedou spolu na sever, do Yorku, kde chce Ellis navštívit své rodiče. V hospodě se Barrow seznámí s mužem, který ho pozve do tajného nočního klubu, kde spolu tančí muži. Policie zde krátce nato provede razii a Barrow je zatčen; Richard Ellis využije svého postavení k jeho propuštění. Oba se navzájem svěří ohledně své homosexuality.
Při večeři král pochválí kuchařské schopnosti svého šéfkuchaře a dozví se, že vše připravili místní sloužící.
Následující večer se koná ples na panství Harewood House, kam odjíždí královská rodina; její členové jsou na ples též pozváni. Violet se zde dozví, že Lucy Smithová, kterou její sestřenice ustavila univerzální dědičkou, je nelegitimní dcerou Lady Bagshaw; nová fakta tak vedou k usmíření mezi oběma ženami.

## Obsazení
| Hugh Bonneville         | Robert Crawley              |
| Michelle Dockeryová     | Mary Talbot                 |
| Laura Carmichael        | Edith Pelham                |
| Allen Leech             | Tom Branson                 |
| Elizabeth McGovern      | Cora Crawley                |
| Maggie Smithová         | Violet Crawley              |
| Penelope Wilton         | Isobel Grey                 |
| Imelda Staunton         | Maud Bagshaw                |
| Tuppence Middleton      | Lucy Smith                  |
| Matthew Goode           | Henry Talbot                |
| Harry Hadden-Paton      | Herbert Pelham              |
| Douglas Reith           | Richard Merton              |
| Stephen Campbell Mooren | Major Chetwode              |
| Jim Carter              | Charles Carson              |
| Raquel Cassidy          | Phyllis Baxter              |
| Brendan Coyle           | John Bates                  |
| Kevin Doyle             | Joseph Molesley             |
| Michael C. Fox          | Andrew Parker               |
| Joanne Froggatt         | Anna Bates                  |
| Robert James-Collier    | Thomas Barrow               |
| Phyllis Logan           | Elsie Carson                |
| Sophie McShera          | Daisy Mason                 |
| Lesley Nicol            | Beryl Patmore               |
| Geraldine James         | Marie z Tecku               |
| Simon Jones             | Jiří V.                     |
| Kate Phillips           | Marie, hraběnka z Harewoodu |
| Mark Addy               | pan Bakewell                |
| Max Brown               | Richard Ellis               |
| Richenda Carey          | paní Webbová                |
| David Haig              | pan Wilson                  |
| Andrew Havill           | Henry Lascelles             |
| Susan Lynch             | slečna Lawtonová            |
| Philippe Spall          | Monsieur Courbet            |

## Kritika
- Věra Míšková, Právo  75 %[2]